# Sunshine (canción de David Guetta)
«Sunshine» es una canción instrumental realizada por el disc jockey y productor francés David Guetta, con la colaboración del disc jockey sueco Avicii, perteneciente al quinto álbum de estudio de Guetta Nothing but the Beat. Entró en la lista sueca en el número 59. La canción fue premiada al Grammy por la mejor grabación dance en 2012.
Y es considerada una de las mejores canciones del género de todos los tiempos

## Formatos y remezclas
| Descarga digital |                           |          |  |
| N.º              | Título                    | Duración |  |
| 1.               | «Sunshine» (Original mix) | 6:00     |  |
| 2.               | «Sunshine» (Edit)         | 3:52     |  |

## Créditos
Créditos adaptados a partir de las notas de Nothing but the Beat.
- David Guetta – compositor, productor, mezcla
- Tim Berg – compositor, productor, mezcla
- Giorgio Tuinfort – compositor, productor

## Posición en listas
| País (2011) | Lista             | Mejor posición | Ref.  |
| ----------- | ----------------- | -------------- | ----- |
| Suecia      | Sverigetopplistan | 59             | [ 4 ] |